# Círculo de Bandiagara
Bandiagara es una subdivisión administrativa (cercle o círculo) de la región de Mopti, en Malí. En abril de 2009 tenía una población censada de 313 456 habitantes y estaba formada por las siguientes comunas o municipios, que se muestran igualmente con población de abril de 2009:
- Bandiagara17,166
- Bara Sara 15,033
- Borko 7,031
- Dandoli 9,579
- Diamnati 13,148
- Dogani Béré 4,419
- Doucoumbo 20,835
- Dourou 19,524
- Kendé 3,726
- Kendié 25,482
- Lowol-Guéou 8,957
- Metoumou 14,016
- Ondougou 5,657
- Pelou 4,347
- Pignari 16,063
- Pignari Bana 30,079
- Sangha 30,798
- Ségué Iré 14,861
- Soroly 7,296
- Timniri 17,580
- Wadouba 27,859[1]